# Kimberly Hill
Kimberly Hill (* 30. November 1989 in Portland, Oregon) ist eine US-amerikanische Volleyballspielerin. Sie wurde 2014 Weltmeisterin und 2021 Olympiasiegerin.

## Karriere
Hill begann ihre Karriere an der heimatlichen Portland Christian High School. Während ihres Studiums spielte sie von 2008 bis 2012 im Team der Pepperdine University. Seit 2013 ist die Außenangreiferin Teil der US-amerikanischen Nationalmannschaft, mit der sie 2013 die NORCECA-Meisterschaft, 2014 in Italien die Weltmeisterschaft sowie 2015 den World Grand Prix gewann und bei den Olympischen Spielen 2016 in Rio de Janeiro Dritte wurde. In Tokio fünf Jahre später steigerte sie dieses Ergebnis noch mit dem Gewinn der Goldmedaille.
Seit 2013 ist Hill auch bei verschiedenen ausländischen Vereinen aktiv. Sie spielte in Polen bei Atom Trefl Sopot, in Italien bei Igor Gorgonzola Novara (2015 italienische Pokalsiegerin), in der Türkei bei VakıfBank İstanbul (2016 türkische Meisterin, 2017 Siegerin Champions League und Klubweltmeisterin) und seit 2017 wieder in Italien bei Imoco Volley Conegliano. Mit diesem Sportclub wurde sie drei Mal italienische Meisterin, gewann zwei weitere Male den Landespokal und siegte drei Mal im Supercupfinale. Eine weitere Klubweltmeisterschaft kam 2020 hinzu sowie ein Jahr später ein weiterer  Champions League Titel.

## Auszeichnungen
- Volleyball-Weltmeisterschaft der Frauen 2014: Beste Außenangreiferin
- Volleyball-Weltmeisterschaft der Frauen 2014: Wertvollste Spielerin
- Volleyball Champions League 2015/16 (Frauen): Beste Außenangreiferin
- Volleyball World Grand Prix 2016: Beste Außenangreiferin
- Volleyball Champions League 2016/17 (Frauen): Beste Außenangreiferin